# Eliana Araníbar Figueroa
Eliana Araníbar Figueroa (Santiago, 19 de octubre de 1936 - ibídem, 15 de marzo de 2013) fue una dirigente social, modista y política chilena. Ocupó el cargo de diputada por la Séptima Agrupación Departamental Santiago, Segundo Distrito Talagante, durante 1973.

## Biografía
Creció en el sector de El Salto, ubicado en la comuna santiaguina de Conchalí. Alcanzó sus estudios hasta el 3er año de preparatoria para luego estudiar modas. En 1991 pudo completar su enseñanza media.
En 1959 ingresó a la Juventud Obrera Católica y a la Acción Católica, para luego ser parte de las Juventudes Comunistas en 1962. Fue secretaria del Comité Regional de la JJCC y tuvo diversos cargos en el Partido Comunista.
Para las elecciones parlamentarias de 1973, presentó su candidatura para diputada por la Séptima Agrupación Departamental Santiago, Segundo Distrito Talagante, reemplazando el cupo dejado por Gladys Marín, quien se trasladó al Primer Distrito de Santiago Central. Resultó elegida y asumió su cargo el día 15 de mayo, siendo parte de la Comisión de Vivienda y Urbanismo.
Ocupó el cargo hasta el 11 de septiembre, cuando un Golpe de Estado puso fin al gobierno de Salvador Allende y cerró indefinidamente el Congreso Nacional. Desde esa fecha, se asiló en la embajada de Finlandia, para pronto llegar como exiliada a la República Democrática Alemana y a Hungría.
En 1978 retornó al país de forma clandestina, reorganizando a las JJCC en plena persecución de la Dictadura Militar. En 1989 se le autorizó el reingreso a Chile.
Fundó y presidió el Movimiento por los Derechos de la Mujer (MODEMU) e intengró el Comité Central de su partido.
Murió el 15 de marzo de 2013 a los 76 años de edad.

## Historial electoral

### Elecciones parlamentarias 1973
- Elecciones Parlamentarias de 1973 para la 7.ª  Agrupación Departamental, Talagante.[3]